# Einsatzgruppen der Sicherheitspolizei und des SD

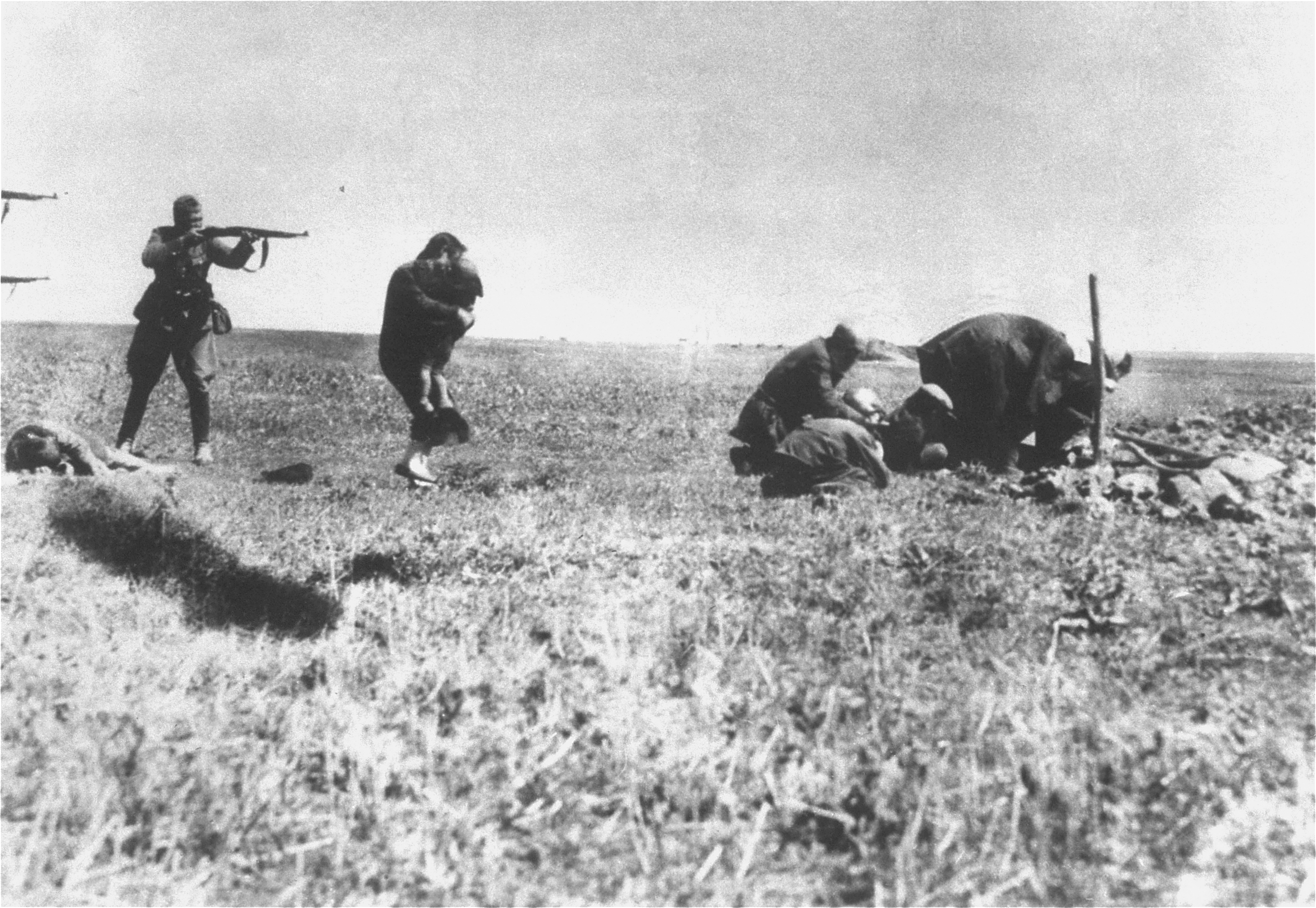
Die Iwanhorod-Einsatzgruppen-Fotografie zeigt die Erschießung von Juden durch Einsatzgruppen nahe Iwanhorod in der Ukraine (vermutlich 1942).

Die Einsatzgruppen der Sicherheitspolizei und des SD (abgekürzt EGr) waren ideologisch geschulte und teils mobile, teils stationäre „Sondereinheiten“, die der Reichsführer SS Heinrich Himmler im Auftrag Adolf Hitlers für Massenmorde beim Überfall auf Polen 1939, im Balkanfeldzug 1941 und vor allem im Krieg gegen die Sowjetunion 1941–1945 aufstellen und einsetzen ließ. Die Einsatzgruppen dienten der schrittweisen Umsetzung der nationalsozialistischen Rassenideologie und Völkermordpolitik und waren mit anderen Tätergruppen wesentlich am Holocaust (Schoah) und am Porajmos, dem Völkermord an den europäischen Roma in der Zeit des Nationalsozialismus, beteiligt. Sie waren gegliedert in sogenannte Einsatzkommandos (EK), die im „rückwärtigen Heeresgebiet“ operierten, sowie Sonderkommandos (SK), die im „rückwärtigen Armeegebiet“ eingesetzt wurden, und umfassten insgesamt bis zu 3000 Mann.
In Polen ermordeten die Einsatzgruppen ab September 1939 auf Befehl Hitlers und mit Wissen und Hilfe der Wehrmacht mindestens 60.000 Angehörige staatlicher Eliten, darunter etwa 7000 Juden, sowie Tausende psychisch Kranke. Im Herrschaftsbereich der Sowjetunion und auf dem Balkan ermordeten sie in Zusammenarbeit mit der Wehrmacht ab 1941 Juden, Roma (damals „Zigeuner“ genannt), Kommunisten, tatsächliche und vermeintliche Partisanen, „Asoziale“ sowie psychisch Kranke, geistig oder körperlich Behinderte. Die Haupttäter waren Angehörige der Sicherheitspolizei (Sipo) – bestehend aus Geheimer Staats- (Gestapo) und Kriminalpolizei (Kripo) –, des Sicherheitsdienstes (SD), der Ordnungspolizei (Orpo) und der Waffen-SS.
In mehreren Prozessen wurden ab 1948 einzelne Angehörige der Einsatzgruppen wegen Verbrechen gegen die Menschlichkeit, Kriegsverbrechen und Mitgliedschaft in einer kriminellen Organisation verurteilt.

## Einsatzgruppen vor dem Zweiten Weltkrieg
Himmler hatte seit seiner Ernennung zum „Reichsführer SS“ (1929) begonnen, die SS, eine Unterorganisation der NSDAP, zu einer bewaffneten, paramilitärischen Elitetruppe auszubauen. Dazu hatte Reinhard Heydrich seit 1931 den „Sicherheitsdienst des Reichsführers SS“ (SD) übernommen und ausgebaut. Ab Frühjahr 1933 erhielt er als eine zentrale, deutschlandweite Organisation seine eigentliche Bedeutung als Institution der Machtsicherung mit allen Mitteln. Nach dem Röhm-Putsch 1934 wurde Himmler auch Chef der politischen, 1936 auch der sonstigen deutschen Polizei. Er strebte mit Heydrich eine enge Verbindung von SS, SD und Polizei an. Für besondere Aufgaben vor fast jeder Gebietsexpansion ließ Himmler aus den Reihen der ihm unterstellten Organisationen seit 1938 besondere „Einsatzkommandos“, auch „Sonder-“ oder „Spezialeinheiten“ genannt, aufstellen. Zuständig für ihren Aufbau war bis 1940 SS-Obergruppenführer Werner Best. Diese Gruppen sollten zeitgleich mit dem jeweiligen Einmarsch deutscher Truppen in ein neues Gebiet dort die „Bekämpfung der Reichsfeinde“ übernehmen, vor allem durch Ermittlungen, Festnahmen und später auch Massenerschießungen sowie Deportation. Sie hatten bereits vor September 1939 konkrete Mordaufträge, die aber oft Einzelpersonen betrafen und mit Kriegsbeginn erhebliche Handlungsspielräume bei der Auslegung der ihnen erteilten Befehle. Ihre Aufstellung markierte den Übergang zu einer systematischen Verfolgung aller tatsächlichen und vermeintlichen Gegner des NS-Regimes in diesen Gebieten.
Bei der Okkupation Österreichs 1938 wurde das im gleichen Jahr zusammengestellte Einsatzkommando Österreich in Deutschland vorbereitet, ausgerüstet und von deutschem Territorium aus eingesetzt. Es bestand aus deutschen Sicherheitspolizei-, SS- und SD-Angehörigen und wurde von SS-Standartenführer Franz Six geführt. Seine Aufgabe war die Festnahme von Gegnern des „Anschlusses“ nach vorbereiteten Fahndungslisten. Die Erstellung dieser Listen erfolgte durch Kräfte der Gestapo, des Sicherheitsdienstes in Zusammenarbeit mit dem Militärattaché an der deutschen Botschaft in Wien.
Bei der Besetzung des Sudetenlandes im September 1938 taucht erstmals der Begriff Einsatzgruppe in der NS-Verwaltungssprache auf: Er bezeichnete die Einsatzgruppe Dresden, die aus fünf Einsatzkommandos unter SS-Standartenführer Heinz Jost bestand, und die Einsatzgruppe Wien mit zwei Einsatzkommandos unter SS-Standartenführer Walter Stahlecker. Beide wurden von der Gestapo aufgestellt und entsandt, die Zuständigkeit beanspruchte, weil die Sudetendeutschen als Reichsbürger definiert wurden. Die Kommandos sollten in einem „Sondereinsatz“ relativ selbständig alle Gestapo-Aufgaben in ihrem Bereich durchführen, also „reichsfeindliche“ Personen mittels einer „Sonderfahndungsliste“ und Anzeigen von Sudetendeutschen festnehmen, ihre Unterlagen beschlagnahmen, ihre Einrichtungen auflösen, tschechoslowakische Polizeistellen besetzen und den Post- und Fernsprechverkehr überwachen. Das Misshandeln und Töten festgenommener und Schikanieren unbeteiligter Personen war ihnen streng verboten, weil dieses Verbot nötig erschien. Sie nahmen etwa 10.000 Menschen fest und vertrieben zusammen mit sudetendeutschen Organisationen zahlreiche Tschechen aus ihren Wohngebieten.
Für die Besetzung von Böhmen und Mähren (der „Rest-Tschechei“) im März 1939 wurden die Einsatzgruppe I Prag und die Einsatzgruppe II Brünn aufgestellt. Sie waren wiederum in mehrere Einsatzkommandos unterteilt: Budweis, Prag, Kolin, Pardubitz, Brünn, Olmütz, Zlin, das Einsatzkommando 9 Mies unter SS-Hauptsturmführer Gustav vom Felde und das Sonderkommando Pilsen. Auch sie nahmen etwa 10.000 Menschen fest.

## Polen

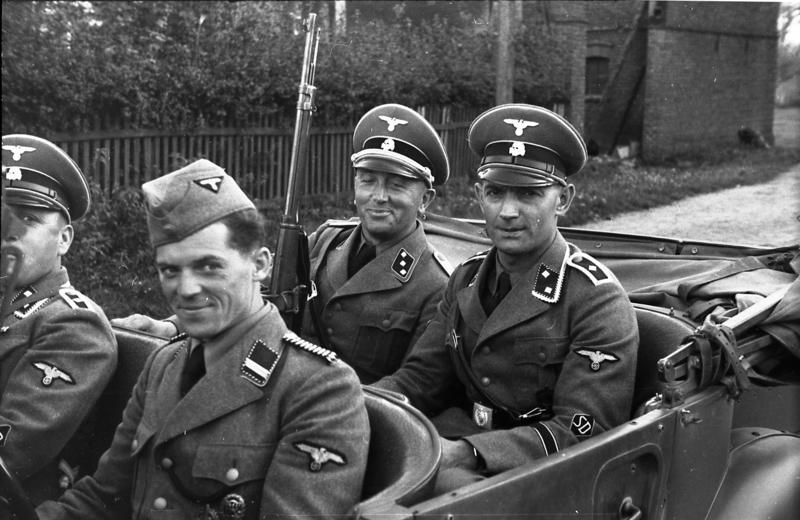
Angehörige einer Einsatzgruppe in Polen (September 1939)

Polnische Frauen werden zu einer Massenexekution in einen Wald in der Nähe von Palmiry geführt (1940)

### Aufstellung und Aufgabe
Am 11. April 1939 erteilte Hitler der Wehrmacht die „Weisung Nr. 1“, den Überfall auf Polen militärisch vorzubereiten („Fall Weiß“). Das ermöglichte Himmler und Heydrich, SS, SD und Sicherheitspolizei auch außerhalb deutscher Reichsgebiete für eine rassistische Bevölkerungspolitik (genannt „völkische Flurbereinigung“) einzusetzen. Dazu beschloss eine Konferenz unter Leitung Heydrichs am 5. Juli 1939, zunächst fünf Einsatzgruppen aufzustellen. Sie wurden den fünf für den Überfall auf Polen vorgesehenen Armeen der Wehrmacht zugeordnet und dem Oberkommando des Heeres (OKH) unterstellt.
Die insgesamt 16 Einsatzkommandos bestanden aus je 120 bis 150 Mann mit einer Gesamtstärke von 2700 bzw. 3000 Mann.
Werner Best organisierte ihren Aufbau und ihre Ausrüstung. Daraufhin wurden aufgestellt:
- Einsatzgruppe I unter SS-Standartenführer Bruno Streckenbach. Sie bestand aus vier Einsatzkommandos unter:

(1) SS-Sturmbannführer Ludwig Hahn,
(2) SS-Sturmbannführer Bruno Müller,
(3) SS-Sturmbannführer Alfred Hasselberg,
(4) SS-Sturmbannführer Karl Brunner.
- Einsatzgruppe II unter SS-Standartenführer Emanuel Schäfer bestand aus zwei Einsatzkommandos unter:

(1) SS-Obersturmbannführer Otto Sens,
(2) SS-Sturmbannführer Karl-Heinz Rux.
- Einsatzgruppe III unter SS-Obersturmbannführer und Regierungsrat Hans Fischer bestand aus zwei Einsatzkommandos unter:

(1) SS-Sturmbannführer Wilhelm Scharpwinkel,
(2) SS-Sturmbannführer Fritz Liphardt.
- Einsatzgruppe IV unter SS-Brigadeführer Lothar Beutel (ab 23. Oktober 1939 SS-Obersturmbannführer Josef Meisinger) bestand aus zwei Einsatzkommandos unter:

(1) SS-Sturmbannführer und Regierungsrat Helmut Bischoff,
(2) SS-Sturmbannführer und Regierungsrat Walter Hammer
- Einsatzgruppe V unter SS-Brigadeführer Ernst Damzog bestand aus drei Einsatzkommandos unter:

(1) SS-Sturmbannführer und Regierungsrat Heinz Gräfe,
(2) SS-Sturmbannführer und Regierungsrat Robert Schefe,
(3) SS-Sturmbannführer und Regierungsrat Walter Albath.
Die fünf Einsatzgruppen waren hierbei von Süden nach Norden sortiert; Einsatzgruppe I war der 14. Armee zugeteilt, Einsatzgruppe II der 10. Armee, Einsatzgruppe III der 8. Armee, Einsatzgruppe IV der 4. Armee und Einsatzgruppe V der 3. Armee.
Der Auftrag dieser Gruppen ist nach Quellenlage noch nicht restlos geklärt. Nach den einvernehmlich mit der SS beschlossenen „Richtlinien“ des OKH vom 5. Juli 1939 sollten sie „die Bekämpfung aller reichs- und deutschfeindlichen Elemente im Feindesland rückwärts der fechtenden Truppe“ durchführen. Dieser bewusst vage Auftrag erlaubte den Einsatzgruppenleitern, ihr Vorgehen weitgehend selbst zu bestimmen und ihre Opfer selbst auszuwählen. Laut Nachkriegsaussagen beteiligter Zeugen erklärten Himmler und Heydrich ausgewählten Einsatzgruppenführern Mitte August 1939, ihnen sei „im Rahmen der Bekämpfung von Widerstandsbewegungen und -gruppen alles erlaubt …, also sowohl Erschießungen als auch Verhaftungen.“ Dabei hätten sie die polnischen „Intelligenzler“ (Inteligencja) nicht ausdrücklich erwähnt. Jedoch erwarteten Wehrmacht und SS Widerstand gegen die Deutschen seit Mai 1939 besonders seitens Angehöriger der Eliten, Intelligenz und Juden Polens. Hitler erklärte den Wehrmachtsgenerälen am 22. August 1939, er habe „einstweilen nur im Osten“ aufgestellten SS-Totenkopfverbänden den Befehl gegeben, „unbarmherzig und mitleidslos Mann, Weib und Kind polnischer Abstammung und Sprache in den Tod zu schicken“. Dies deutet der Historiker Jochen Böhler als umfangreichen Exekutionsauftrag an die Einsatzgruppen parallel zum Eroberungsauftrag Hitlers an die Wehrmacht.
Am 29. August vereinbarten Heydrich und Best mit dem Generalquartiermeister des OKH Eduard Wagner, dass die Einsatzgruppen zunächst 10.000, danach nochmals 20.000 Polen verhaften und in Konzentrationslager bringen sollten. Das OKH war somit über ihr Vorhaben und Vorgehen unterrichtet und damit einverstanden. Die Einsatzgruppen sollten „gemäß Sonderbefehl des Führers“ (so Heydrich 1940 in einem rückblickenden Vermerk) nach einem vor dem Krieg zusammengestellten „Sonderfahndungsbuch Polen“ unter dem Decknamen „Unternehmen Tannenberg“ bis zu 61.000 Polen aufspüren, verhaften und viele davon ermorden. Am 3. September befahl Himmler ihnen, alle bewaffnet angetroffenen „polnischen Aufständischen“ (tatsächlich meist reguläre, versprengte polnische Soldaten) an Ort und Stelle zu erschießen. Am 7. September 1939 befahl Heydrich den Einsatzgruppenleitern, „die führende Bevölkerungsschicht in Polen […] so gut wie möglich unschädlich zu machen.“ Dazu wurden weitere Einsatzgruppen aufgestellt:
- Ab 3. September: Einsatzgruppe z.b.V. („zur besonderen Verwendung“) unter SS-Obergruppenführer Udo von Woyrsch und SS-Oberführer Otto Rasch. Sie bestand aus vier Polizeibataillonen und einem Sonderkommando der Sicherheitspolizei mit 350 Mann. Ihr Einsatzbereich war das oberschlesische Industriegebiet.
- Ab 9. September: Einsatzgruppe VI (Frankfurt/Oder) unter SS-Oberführer Erich Naumann mit zwei Einsatzkommandos unter:

(1) SS-Sturmbannführer Franz Sommer,
(2) SS-Sturmbannführer Gerhard Flesch.
Ihr Einsatzbereich war der Raum Posen.
- Ab 12. September: Einsatzkommando 16 (Danzig) unter SS-Sturmbannführer Rudolf Tröger.

Am 21. September 1939 erging die geheime Anordnung von Reinhard Heydrich an die Einsatzgruppen der Sicherheitspolizei und des SD, mit der als vorübergehend geplanten Konzentration von Juden aus dem Lande in abgegrenzten Gebieten der polnischen Städte zu beginnen (Ghettoisierung). Dadurch sollten die Juden leichter kontrolliert und zur wirtschaftlichen Ausbeutung als Zwangsarbeiter eingesetzt werden können. Dort konnte auch ihr Vermögen mit dem Ziel der Arisierung systematisch erfasst werden.

### Durchführung

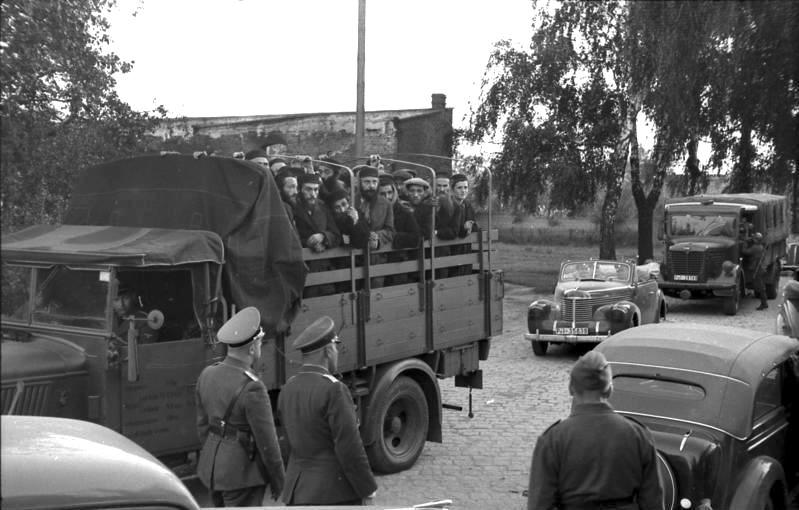
Abtransport jüdischer Männer durch eine Einsatzgruppe in Polen (September 1939)

Seit Kriegsbeginn begingen die Einsatzgruppen gezielte Massenmorde an Polen. Der „Bromberger Blutsonntag“ am 3./4. September diente ihnen wie auch dem OKW als willkommener Vorwand, ihre vor Kriegsbeginn geplanten Massenmorde als Vergeltung auszugeben. Bis zum 26. Oktober 1939, dem Ende der Militärverwaltung, ermordeten die Einsatzgruppen, andere Polizeiverbände und Wehrmachtsangehörige bei 714 Exekutionen etwa 16.000 bis 20.000 Polen.
In diesen Wochen kam es vereinzelt zu Konflikten mit Wehrmachtsoffizieren, die gegen die Massaker protestierten. Namentlich der Oberbefehlshaber Ost, Generaloberst Johannes Blaskowitz, übte in mehreren Denkschriften deutliche Kritik am Vorgehen von SS und Polizei, da er sich um die Moral der Truppe sorgte und fürchtete, die misshandelte polnische Bevölkerung könnte nunmehr Aufruhrbewegungen unterstützen, sodass die militärische Sicherheit gefährdet werde. Der Oberbefehlshaber des Heeres, Generaloberst Walther von Brauchitsch, versuchte ganz überwiegend, die Empörung zu dämpfen. Eine grundsätzliche Stellungnahme gegen die verbrecherische Besatzungspolitik formulierte er nicht. Heydrich setzte bei einem Treffen mit Brauchitsch eine größere Unabhängigkeit der Einsatzgruppen von der Militärverwaltung in Polen durch. Nachdem Hitler Himmler am 7. Oktober 1939 zum „Reichskommissar für die Festigung deutschen Volkstums“ ernannt und die Einsatzgruppen von der Wehrmachtsgerichtsbarkeit entbunden hatte, konnten diese völlig eigenständig handeln. Danach stiegen die Zahlen der durch sie Ermordeten deutlich an. Von Kriegsbeginn bis Frühjahr 1940 ermordeten sie nach vorsichtigen Schätzungen insgesamt 60.000 bis 80.000 Polen.

## Balkan

### Serbien
In Zusammenhang mit der Planung für das „Unternehmen Barbarossa“ (den seit Juli 1940 für Mai/Juni 1941 vorgesehenen Überfall auf die Sowjetunion) wurde relativ kurzfristig der Balkanfeldzug geplant und im April 1941 durchgeführt. Neben den Einsatzgruppen für den Russlandkrieg wurde dafür seit März 1941 die Einsatzgruppe Jugoslawien die sich später in zwei Einsatzkommandos jeweils für Serbien und Kroatien aufteilte, aufgestellt und ausgebildet. Sie wurde von SS-Oberführer und Oberst der Polizei Wilhelm Fuchs, dem späteren Befehlshaber der Sicherheitspolizei (BdS) Belgrad geleitet. Zunächst vom 6. April 1941 bis Januar 1942 von Wilhelm Fuchs geführt, übernahm SS-Oberführer Emanuel Schäfer, dessen Stellvertreter SS-Obersturmbannführer Ludwig Teichmann war, die Führung.  Ihre Aufgaben und Unterstellung wurden zwischen dem Oberkommando des Heeres und dem Chef der Sicherheitspolizei und des SD geregelt: Sie sollten „Emigranten, Saboteure, Terroristen“, vor allem aber „Kommunisten und Juden“ bekämpfen. Im Frühjahr 1942 wurden 7500 von der Einsatzgruppe zusammengetriebene Juden mit Hilfe von Gaswagen ermordet.

### Kroatien
Die Sonderkommandos 10b und 11a wurden im Frühjahr 1943 nach Kroatien (NDH) verlegt und bildeten als neue Einsatzkommandos Sarajevo und Banja Luka den Kern der neu gegründeten Einsatzgruppe E mit SS-Standartenführer Günther Herrmann als Chef. Zur Bekämpfung der Partisanenbewegung war sie zu schwach, ermöglichte aber die Deportation der Juden in der dalmatischen Küstenzone nach der Kapitulation Italiens im September 1943.
Im Einzelnen waren folgende Gruppen aktiv:
- das Einsatzkommando 10b (Vinkovci bzw. später Esseg) unter SS-Obersturmbannführer und Oberregierungsrat Joachim Deumling (15. März 1943 bis 27. Januar 1945), dann SS-Sturmbannführer Franz Sprinz (27. Januar 1945 bis 8. Mai 1945)
- das Einsatzkommando 11a (Sarajewo) unter SS-Sturmbannführer und Regierungsrat Rudolf Korndörfer (15. Mai 1943 bis 9. September 1943), dann SS-Obersturmbannführer Anton Fest (9. September 1943 bis 1945)
- das Einsatzkommando 15 (Banja Luka) unter SS-Hauptsturmführer Willi Wolter (12. Juni 1943 bis September 1944)
- Einsatzkommando 16 (Knin)
  - SS-Obersturmbannführer und Oberregierungsrat Johannes Thümmler (3. Juli 1943 bis 11. September 1943)
  - SS-Obersturmbannführer Joachim Freitag (11. September 1943 bis 28. Oktober 1944)
- Einsatzkommando Agram
  - SS-Sturmbannführer und Regierungsrat Rudolf Korndörfer (ab 9. September 1943)

## Sowjetunion

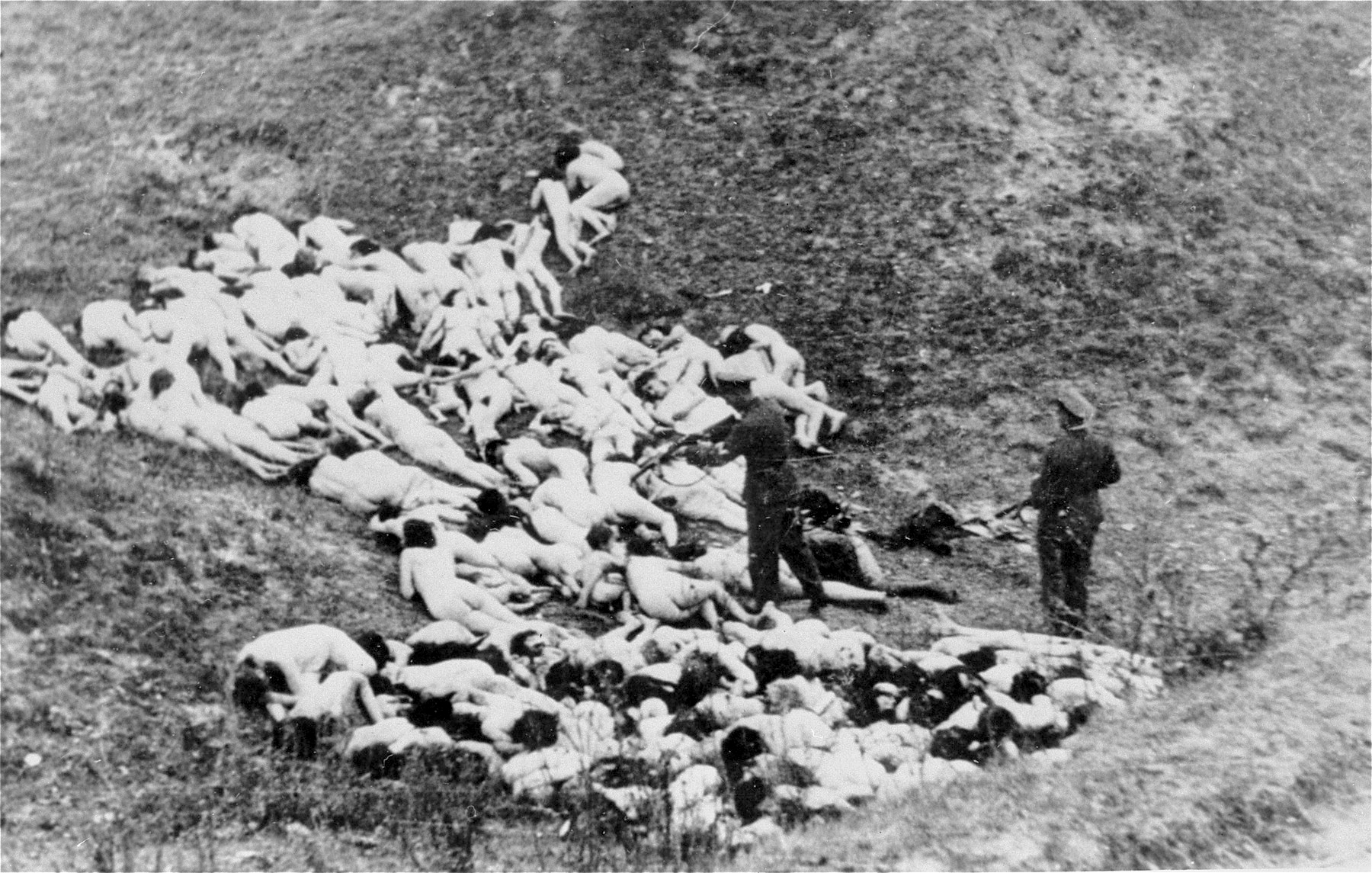
Einsatzgruppen erschießen überlebende Frauen und Kinder der Massenexekution des Ghettos Misotsch (Ukraine) im Oktober 1942

Der Deutsch-Sowjetische Krieg war nach Auffassung der nationalsozialistischen Führung ein „Weltanschauungskrieg“: Er sollte nicht nur das sowjetische Gebiet erobern und die sowjetischen Streitkräfte besiegen, sondern auch die sowjetische Führungselite, die Strukturen ihres Staates und ihre Ideologie vernichten, die als „jüdischer Bolschewismus“ bezeichnet wurden. Auf dieses Ziel waren seit März 1941 sowohl die Wehrmacht als auch Einsatzgruppen ausgerichtet, die ab Mai 1941 für besondere systematische Mordaufgaben aufgestellt wurden.

### Aufstellung und Ausbildung
In der Grenzpolizeischule Pretzsch und den umliegenden Orten Bad Düben und Bad Schmiedeberg wurden ab Mai 1941 vier Einsatzgruppen mit je Bataillonsstärke aufgestellt. Zuständig dafür war der Personalchef des RSHA, SS-Brigadeführer Bruno Streckenbach, der den Leiter der Schule, Tummler, mit der Ausbildung beauftragte. Die Führer der Einsatzgruppen wurden zum Teil aus dem Führungspersonal des RSHA abkommandiert. Zwei der Einsatzgruppenleiter stammten aus dem RSHA: Otto Ohlendorf, Chef des SD Inland, und Arthur Nebe, Chef der Kriminalpolizei. Die meisten Offiziere der Einsatzgruppen waren Akademiker im Alter zwischen 30 und 40 Jahren, etliche hatten promoviert. Während das Personal für die leitenden Posten von Himmler und Heydrich ausgewählt oder zumindest bestätigt wurde, erfolgte die Auffüllung der Einheiten vorzugsweise mit Personal aus den Reihen der Sipo, Orpo, Kripo und SD, das schon zu ähnlichen Zwecken eingesetzt worden war, ohne dass für die Auswahl besondere Richtlinien existierten. Vielmehr hatten die Fachamtschefs des RSHA von ihren Mitarbeitern eine vorgegebene Zahl abzustellen. So wurde zum Beispiel der komplette Lehrgang der Führerschule der Sipo in Berlin zum Einsatz in den Einsatzgruppen abkommandiert. Eine besondere Auslese nach politischer Zuverlässigkeit habe nach Aussage von Bruno Streckenbach nicht stattgefunden. Diese wurde bei den Angehörigen der Sipo und des SD aufgrund der Einstellungsvoraussetzungen für diese Organisationen bereits unterstellt. Das erforderliche Hilfspersonal wie Kraftfahrer, Funker, Dolmetscher, Schreibkräfte usw. bestand teilweise aus Notdienstverpflichteten, die nicht der SS angehörten. Den Einsatzgruppen A–C wurde noch je eine Kompanie des Reserve-Polizei-Bataillons 9, später des Reserve-Polizei-Bataillons 3, zur Verstärkung zugewiesen.
Beispiel der Personalstärke einer Einsatzgruppe (hier EGr A):
- Waffen-SS: 340 (34 %)
- Ordnungspolizei: 133 (13,4 %)
- Geheime Staatspolizei: 89 (9,0 %)
- Hilfspolizei: 87 (8,8 %)
- Kriminalpolizei: 41 (4,1 %)
- Sicherheitsdienst: 35 (3,5 %)
- Kradfahrer: 172
- Dolmetscher: 51
- Fernschreibkräfte: 3
- Funker: 8
- Verwaltung: 18
- Weibliche Beschäftigte: 13

Summe: 990

### Auftrag und Unterstellung
Für die Aufstellung von besonderen Truppen, die den „ideologischen Krieg“ führen sollten, erteilte Adolf Hitler im März 1941 Himmler Sondervollmachten. Hierzu hieß es in den Richtlinien auf Sondergebieten zur Weisung Nr. 21 (Fall Barbarossa) des Oberkommandos der Wehrmacht (OKW) vom 13. März 1941:

„Im Operationsgebiet des Heeres erhält der Reichsführer SS zur Vorbereitung der politischen Verwaltung Sonderaufgaben im Auftrage des Führers, die sich aus dem endgültig auszutragenden Kampf zweier entgegengesetzter politischer Systeme ergeben. Im Rahmen dieser Aufgaben handelt der Reichsführer SS selbständig und in eigener Verantwortung. Im Übrigen wird die dem Ob. d. H. [Oberbefehlshaber des Heeres] und den von ihm beauftragen Dienststellen übertragene vollziehende Gewalt hierdurch nicht berührt. Der Reichsführer SS sorgt dafür, daß bei Durchführung seiner Aufgaben die Operationen nicht gestört werden. Näheres regelt das OKH [Oberkommando des Heeres] mit dem Reichsführer SS unmittelbar.“

Die personelle Zusammenstellung der Einsatzgruppen erfolgte durch des Reichssicherheitshauptamt (RSHA), Amt I A (Personal). Die Leitung dieses Rekrutierungsbereiches hatte ab März 1941 SS-Oberführer Walter Blume inne. In einem ersten Schritt wurden sie in Bad Düben und an der Grenzpolizeischule in Pretzsch zusammengezogen, dort eingekleidet, ausgerüstet und für ihren Einsatz instruiert. Anfangs erfolgte die Gruppenzusammenstellung entsprechend der Gliederung des Ostheeres in drei Heeresgruppen, in drei, dann vier Einsatzgruppen der Sicherheitspolizei und des SD in einer Gesamtstärke von etwa 3.000 Mann mit der Buchstabenbezeichnung A bis D (von Nord nach Süd laufend) aufgebaut. Der Personalstand schwankte zwischen 500 (EGr D) und 990 (EGr A) Mann. Die Einsatzgruppen waren in Einsatzkommandos (EK) und Sonderkommandos (SK) unterteilt (fortlaufend nummeriert), die etwa 70 bis 120 Mann stark waren und wiederum in ca. 20 bis 30 Mann starke Teilkommandos gegliedert waren. Die fachliche und disziplinarische Weisungsbefugnis sowie die gerichtliche Gewalt lag beim Chef der Sicherheitspolizei und des SD Reinhard Heydrich.
Ein schriftlicher Befehl zur allgemeinen Vernichtung der Juden in den eroberten Gebieten ist nicht überliefert und auch nicht durch Zeugen mittelbar belegt. Jedoch sind aus den durch Heydrich vorgenommenen Einweisungen der Führungskräfte dessen Orientierungen, dass es nunmehr um die „Vernichtung der Ostjuden“ ginge durch Zeugenaussagen belegt. Der gesamte Komplex wurde bewusst verschleiert formuliert, und dabei wurde versucht den Kreis der Informierten eng zu halten. Ein erhaltenes Schreiben Heydrichs vom 2. Juli 1941 an die Höheren SS- und Polizeiführer (HSSPF) informierte diese in gedrängter Form über die Weisungen, die er den Führern der Einsatzgruppen und ihrer Kommandos am 17. Juni persönlich in Berlin erteilt hatte. Der Kernsatz lautet:

„Wenn auch alle zu treffenden Maßnahmen schließlich auf das Endziel [die wirtschaftliche Befriedung des eroberten Ostraumes], auf welchem das Schwergewicht zu liegen hat, abzustellen sind, so sind sie doch im Hinblick auf die jahrzehntelange anhaltende bolschewistische Gestaltung des Landes mit rücksichtsloser Schärfe auf umfassendstem Gebiet durchzuführen.“

Es folgte eine Liste der zu Exekutierenden:
- alle Funktionäre der Komintern (wie überhaupt die kommunistischen Berufspolitiker schlechthin)
- die höheren, mittleren und radikalen unteren Funktionäre der Partei, der Zentralkomitees, der Gau- und Gebietskomitees
- Volkskommissare
- Juden in Partei- und Staatsstellungen
- sonstige radikale Elemente (Saboteure, Propagandeure, Heckenschützen, Attentäter, Hetzer usw.)

Wann die Mordbefehle auf alle Juden sowjetischer Gebiete, auch Frauen, Kinder und Alte, ausgedehnt wurden, ist unklar. Einige Forscher sehen Heydrichs mündliche Befehle vom 17. Juni 1941 als Ermächtigung zum möglichst schrankenlosen Judenmord an, da die dort genannten Zielgruppen nur vage definiert waren und die Gleichsetzung von kommunistischen Funktionären mit Juden nahelegten. Andere datieren die Ausweitung der Befehle auf den 15. August 1941: Damals besuchte Himmler eine Massenerschießung in Minsk und ermutigte die Täter, ihre notwendige Aufgabe zu erledigen. Fortan wurden die unterschiedslosen Judenmorde die Regel. Heydrich wies die Einsatzgruppenleiter damals zur sofortigen Verbrennung ihrer schriftlichen Befehle an; vier von ihnen traten in der Folge von ihrem Amt zurück.

### Verhältnis zur Wehrmacht
Das Verhältnis der Einsatzgruppen zur Wehrmacht wurde zwischen Heydrich und dem Generalquartiermeister des Heers Eduard Wagner Ende März 1941 in einer schriftlichen Vereinbarung geregelt, die der Oberbefehlshaber des Heeres Walther von Brauchitsch am 28. April unterzeichnete. Darin war eine Aufgabentrennung der Einsatzgruppen und ihrer Kommandos vorgesehen. Den Einsatzkommandos wurde als Operationsgebiet das rückwärtige Heeresgebiet zugewiesen, während die Sonderkommandos im rückwärtigen Armeegebiet nur mit einem beschränkten Aufgabenumfang eingesetzt werden sollten.
In der Vereinbarung heißt es u. a.:
„Die Durchführung besonderer sicherheitspolizeilicher Aufgaben außerhalb der Truppe macht den Einsatz von Sonderkommandos der Sicherheitspolizei (SD) im Operationsgebiet erforderlich. […]
1.) Aufgaben:
a) Im rückwärtigen Armeegebiet:
Sicherstellung vor Beginn von Operationen festgelegter Objekte (Material, Archive, Karteien von reichs- oder staatsfeindlichen Organisationen, Verbänden, Gruppen usw.) sowie besonders wichtiger Einzelpersonen (Führende Emigranten, Saboteure, Terroristen usw.) […]
b) Im rückwärtigen Heeresgebiet:
Erforschung und Bekämpfung der staats- und reichsfeindlichen Bestrebungen, soweit sie nicht der feindlichen Wehrmacht eingegliedert sind, sowie allgemeine Unterrichtung der Befehlshaber der rückwärtigen Heeresgebiete über die politische Lage. […]
Die Sonderkommandos sind berechtigt, im Rahmen ihrer Aufgabe in eigener Verantwortung gegenüber der Zivilbevölkerung Exekutivmaßnahmen zu treffen. […]“
Die im letzten Satz getroffene Befugnis stellt die aus historischer Sicht dominierende Aufgabe dar, die als Geheime Reichssache laufende „Sonderbehandlung der potentiellen Gegner“. Die vereinbarte Aufgabentrennung in rückwärtigem Armee- und rückwärtigem Heeresgebiet verschwand in der Praxis sehr rasch.
Abweichend von der Regelung beim Überfall auf Polen waren die Einsatzgruppen dem Heer nur noch hinsichtlich Marsch, Verpflegung und Unterbringung unterstellt. Diese logistischen Dienstleistungen regelte die Wehrmacht für sie.
Die Richtlinien für die Behandlung politischer Kommissare des OKW vom 6. Juni 1941 („Kommissarbefehl“) verpflichtete die Wehrmacht, Kommissare, die im rückwärtigen Heeresgebiet aufgegriffen wurden, an die Einsatzgruppen bzw. Einsatzkommandos der Sicherheitspolizei und des SD zu übergeben.
Außerdem wurden der Leitung der Kriegsgefangenenlager Einsatzkommandos der Sicherheitspolizei und des SD zur Verfügung gestellt, die die Aussonderung von „politisch untragbaren Elementen“ unter den Zivilpersonen in den Gefangenenlagern und der Personen, die „besonders vertrauenswürdig erscheinen und daher für den Einsatz zum Wiederaufbau der besetzten Gebiete verwendungsfähig sind“, vorzunehmen und über deren weiteres Schicksal zu entscheiden hatten („Richtlinien für die Aussonderung von Zivilpersonen und verdächtigen Kriegsgefangenen des Ostfeldzuges in den Kriegsgefangenenlagern im besetzten Gebiet, im Operationsgebiet, im Generalgouvernement und in den Lagern im Reichsgebiet“ des Chefs der Sipo und des SD vom 17. Juli 1941).

### Einbeziehung der Höheren SS- und Polizeiführer
Bevor die eroberten Gebiete der Sowjetunion einer Zivilverwaltung unterstellt wurden, bildete zunächst die Wehrmacht in den rückwärtigen Heeresgebieten eine Militärverwaltung aus eigenen Truppen. In einer Parallelorganisation zu diesen Wehrmachtstruppen wurden SS-Truppen, Polizeitruppen und Sicherheitspolizei unter sogenannten Höheren SS- und Polizeiführern (HSSPF) eingesetzt, die ein eigenes, Himmler direkt unterstehendes Instrument bildeten und eine eigene Zuständigkeit beanspruchten. Diese Verbände wurden zusätzlich durch einheimische Polizeihilfskräfte verstärkt, die unter Bezeichnungen wie „Schutzmannschaft“ oder „Selbstschutz“ firmierten (unter anderem auch aus Volksdeutschen). Diese Truppen der HSSPF bildeten eine beträchtliche Unterstützung für die Einsatzgruppen.
Beispielsweise wurden die Einsatzgruppen durch die Höheren SS- und Polizeiführer Nord (Riga), Gruppenführer Hans-Adolf Prützmann, Mitte (Minsk), Gruppenführer Erich von dem Bach-Zelewski und Süd (Kiew), Obergruppenführer Friedrich Jeckeln, mit je einem Regiment Ordnungspolizei sowie Einheiten der Waffen-SS unterstützt. Mitte 1942 kam noch Brigadeführer Gerret Korsemann als HSSPF Kaukasus dazu.

### Einheimische nichtrussische Bevölkerungsgruppen als Hilfskräfte
Ziel deutscher Besatzungspolitik war laut Himmlers Einsatzbefehl Nr. 1, über den Antisemitismus nationalistische, nichtrussische Bevölkerungsgruppen und einheimische Helfer als Unterstützer von Einsatzgruppen und BdS zu aktivieren.
Die Einsatzgruppe A organisierte „spontane“ Pogrome in Litauen, dessen Nationalisten, vor allem die Organisation Eiserner Wolf, stark antisemitisch eingestellt waren. Ihnen fielen etwa 5.000 Juden zum Opfer. In Lettland kamen den Meldungen der Einsatzgruppen zufolge 400 Juden bei Pogromen um. In Estland scheiterten die Bemühungen, Pogrome zu entfesseln, gänzlich.
Versuche, Kollaborateure als organisierte Hilfskräfte zu gewinnen, hatten deutlich höhere Opferzahlen zur Folge: In Litauen wurden von einheimischen „Partisanen“ etwa 22.000 jüdische Einwohner ermordet, außerdem noch eine große, aber nicht bestimmbare Zahl, die von litauischen Hilfskräften umgebracht wurden, die direkt an Aktionen der Einsatzkommandos beteiligt waren. In Lettland ist die Zahl der jüdischen Opfer der Donnerkreuzler unbekannt.

### Gliederung und Führer der Einsatzgruppen

#### Einsatzgruppe A
1. Stärke und Einsatzgebiete:
- ca. 990 Mann

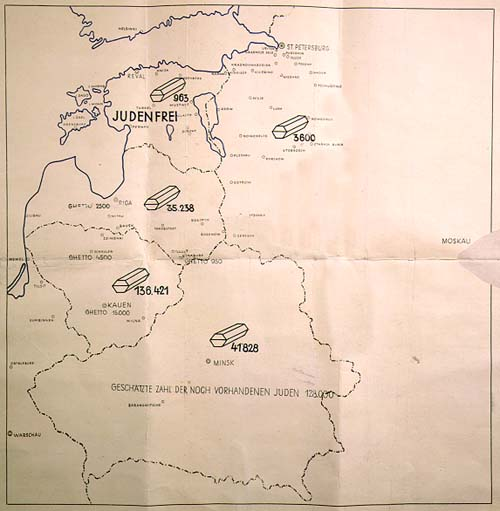
Karte zum Stahlecker-Bericht; Codewort judenfrei (31. Januar 1942)

- Bereich der Heeresgruppe A bzw. Nord im Baltikum

2. Standorte des Stabes:
- Pskow (ab 18. Juli 1941)
- Nowoselje (ab 23. Juli 1941)
- Pesje (ab 24. August 1941)
- Kikerino (ab 2. September 1941)
- Meschno und Riga (Ende September 1941)
- Krasnogwardeisk (ab 7. Oktober 1941)
- Nataljewka (ab November 1942)

3. Führer:
- SS-Brigadeführer und Generalmajor der Polizei Walter Stahlecker (Juni 1941 bis † 23. März 1942)
- SS-Brigadeführer und Generalmajor der Polizei Heinz Jost (24. März bis September 1942)
- SS-Oberführer und Oberst der Polizei Humbert Achamer-Pifrader (10. September 1942 bis 4. September 1943)
- SS-Oberführer Friedrich Panzinger (4. September 1943 bis Mai 1944)
- SS-Oberführer und Oberst der Polizei Wilhelm Fuchs (Mai bis Oktober 1944)

4. Teilkommandos (vor der Neugliederung)
Sonderkommando 1a
- SS-Standartenführer Martin Sandberger (Juni 1941 bis Herbst 1943)
- SS-Obersturmbannführer Bernhard Baatz (30. Oktober 1943 bis 15. Oktober 1944)

Sonderkommando 1b
- SS-Obersturmbannführer Erich Ehrlinger (Juni bis 3. Dezember 1941)
- SS-Obersturmbannführer Eduard Strauch (3. Dezember 1941 bis Juni 1943)
- SS-Standartenführer Erich Isselhorst (30. Juni bis Oktober 1943)

Einsatzkommando 2
- SS-Sturmbannführer und Regierungsrat Rudolf Batz (Juni bis November 1941)
- SS-Obersturmbannführer Eduard Strauch (4. November bis 3. Dezember 1941)
- SS-Sturmbannführer Rudolf Lange (3. Dezember 1941 bis ?)

Einsatzkommando 3
- SS-Standartenführer Karl Jäger (Juni 1941 bis Juli 1943)
- SS-Hauptsturmführer Heinrich Schmitz (vom 2. August bis Mitte September 1943)
- SS-Oberführer Wilhelm Fuchs (15. September 1943 bis 6. Mai 1944)
- SS-Standartenführer Hans-Joachim Böhme (11. Mai 1944 bis 1. Januar 1945)

5. Teilkommandos nach der Neugliederung 1942/43
Einsatzkommando 1a
- SS-Standartenführer Martin Sandberger (Mitte bis Herbst 1942)

Einsatzkommando 1b
- SS-Sturmbannführer Hermann Hubig (Mitte bis Oktober 1942)
- SS-Sturmbannführer Manfred Pechau (ab Oktober 1942)

Einsatzkommando 1c
- SS-Sturmbannführer Kurt Graaf (August bis November 1942)

Einsatzkommando 1
- SS-Obersturmbannführer Karl Tschierschky (1942 für kurze Zeit)
- SS-Standartenführer Erich Isselhorst (November 1942 bis Juni 1943)
- SS-Obersturmbannführer Bernhard Baatz (ab 1. August 1943 bis 15. Oktober 1944)

Einsatzkommando 2
- SS-Sturmbannführer Manfred Pechau (März 1943)
- SS-Sturmbannführer Reinhard Breder (26. März bis Juli/August 1943)
- SS-Obersturmbannführer Oswald Poche (ab Juli/August 1943)

Einsatzkommando 3
- SS-Obersturmbannführer Karl Traut (November 1942 bis Mai (?) 1943)

#### Einsatzgruppe B
1. Stärke und Einsatzgebiete:
- ca. 655 Mann
- Bereich der Heeresgruppe B bzw. Mitte in Weißrussland

2. Standorte des Stabes:
- Wolkowysk (ab 3. Juli 1941)
- Slonim (ab 5. Juli 1941)
- Minsk (ab 6. Juli 1941)
- Smolensk (ab 5. August 1941)

3. Führer:
- SS-Gruppenführer und Generalleutnant der Polizei Arthur Nebe (Juni bis Oktober 1941)
- SS-Brigadeführer und Generalmajor der Polizei Erich Naumann (November 1941 bis Februar/März 1943)
- SS-Standartenführer Horst Böhme (12. März bis 28. August 1943)
- SS-Standartenführer Erich Ehrlinger (28. August 1943 bis April 1944)
- SS-Standartenführer Heinrich Seetzen (28. April bis August 1944)
- SS-Oberführer Horst Böhme (12. August 1944 bis ?)

4. Teilkommandos
Sonderkommando 7a
- SS-Standartenführer Walter Blume (Juni bis September 1941)
- SS-Standartenführer Eugen Steimle (September bis Dezember 1941)
- SS-Hauptsturmführer Kurt Matschke (Dezember 1941 bis Februar 1942)
- SS-Obersturmbannführer Albert Rapp (Februar 1942 bis 28. Januar 1943)
- SS-Obersturmbannführer Helmut Looß (Juni 1943 bis Juni 1944)
- SS-Sturmbannführer Gerhard Bast (Juni bis Oktober/November 1944)

Sonderkommando 7b
- SS-Sturmbannführer Günther Rausch (Juni 1941 bis Januar/Februar 1942)
- SS-Obersturmbannführer Adolf Ott (Februar 1942 bis Januar 1943, evtl. von Juli bis Oktober 1942 vertreten durch SS-Sturmbannführer Josef Auinger)
- SS-Obersturmbannführer Karl Rabe (Januar/Februar 1943 bis Oktober 1944)
- SS-Obersturmbannführer Rudolf Hotzel (Oktober 1944 bis 1945)[37]

Sonderkommando 7c / Vorkommando Moskau
- SS-Standartenführer Franz Six (Juni bis 20. August 1941)
- SS-Sturmbannführer Waldemar Klingelhöfer (August bis Dezember 1941, ab Oktober 1941 „Vorkommando Gruppenstab“)
- SS-Sturmbannführer Erich Körting (September bis Dezember 1941)
- SS-Sturmbannführer Wilhelm Bock (Dezember 1941 bis Juni 1942)
- SS-Hauptsturmführer Rudolf Schmücker (Juni bis Spätherbst 1942)
- SS-Sturmbannführer Wilhelm Bluhm (Spätherbst 1942 bis Juli 1943)
- SS-Sturmbannführer Hans Eckhardt (Juli bis Dezember 1943), danach Verschmelzung mit SK 7a

Einsatzkommando 8
- SS-Sturmbannführer Otto Bradfisch (Juni 1941 bis 1. April 1942)
- SS-Sturmbannführer Heinz Richter (1. April bis 21. September 1942)
- SS-Obersturmbannführer Erich Isselhorst (September bis November 1942)
- SS-Sturmbannführer Hans Schindhelm (13. November 1942 bis Oktober 1943 bzw. 1944)
- SS-Sturmbannführer Alfred Renndorfer (April 1944 bis ?)

Einsatzkommando 9
- SS-Obersturmbannführer Alfred Filbert (Juni bis 20. Oktober 1941)
- SS-Sturmbannführer Oswald Schäfer (Oktober 1941 bis Februar 1942)
- SS-Obersturmbannführer Wilhelm Wiebens (Februar 1942 bis Januar 1943)
- SS-Sturmbannführer Friedrich Buchardt (Januar 1943 bis Oktober 1943)
- SS-Sturmbannführer Werner Kämpf (Oktober 1943 bis März 1944)

Untergliederung in Einsatztrupps
Der Kriminalkommissar und SS-Untersturmführer Wilhelm Döring wurde im Sommer 1941 dem Einsatzkommando 8 unter Otto Bradfisch zugeteilt. Döring führte den Einsatztrupp 5, zu dem zwei Kriminalbeamte, 2 Angehörige der Gestapo, 1 Angehöriger des SD, 3 Kraftfahrer, 7 Angehörige der Waffen-SS und 1 Dolmetscher im Rang eines SS-Untersturmführers gehörten.

#### Einsatzgruppe C
1. Stärke und Einsatzgebiete:
- ca. 700 Mann
- Bereich der Heeresgruppe C bzw. Süd in der nördlichen und mittleren Ukraine (Massaker von Babyn Jar und Massaker von Drobyzkyj Jar)

2. Standorte des Stabes:
- Lemberg (ab 1. Juli 1941)
- Shitomir (ab 18. Juli 1941)
- Perwomaisk (ab 17. August 1941)
- Nowo-Ukrainska (ab 19. September 1941)
- Kiew (ab 25. September 1941)
- Starobelsk (ab September 1942)
- Poltawa (ab Februar 1943)

3. Führer:
- SS-Brigadeführer und Generalmajor der Polizei Otto Rasch (Juni bis September 1941)
- SS-Brigadeführer und Generalmajor der Polizei Max Thomas (Oktober 1941 bis 28. August 1943)
- SS-Standartenführer Horst Böhme (6. September 1943 bis März 1944)

4. Teilkommandos
Sonderkommando 4a
- SS-Standartenführer Paul Blobel (Juni 1941 bis Januar 1942)
- SS-Obersturmbannführer Erwin Weinmann (13. Januar bis Juli 1942)
- SS-Standartenführer Eugen Steimle (August 1942 bis 15. Januar 1943)
- SS-Sturmbannführer Theodor Christensen (Januar bis Ende 1943)

Sonderkommando 4b
- SS-Standartenführer Günther Herrmann (Juni bis September 1941)
- SS-Sturmbannführer Fritz Braune (Oktober 1941 bis 21. März 1942)
- SS-Sturmbannführer Walter Haensch (März bis Juli 1942)
- SS-Obersturmbannführer August Meier (Juli bis November 1942)
- SS-Obersturmbannführer und Regierungsrat Friedrich Suhr (November 1942 bis August 1943)
- SS-Sturmbannführer Waldemar Krause (August 1943 bis Januar 1944)

Einsatzkommando 5
- SS-Oberführer Erwin Schulz (Juni bis September 1941)
- SS-Sturmbannführer August Meier (September 1941 bis Januar 1942)

Einsatzkommando 6
- SS-Sturmbannführer Erhard Kroeger (Juni bis November 1941)
- SS-Sturmbannführer Robert Mohr (November 1941 bis September 1942)
- SS-Sturmbannführer Ernst Biberstein (September 1942 bis Mai (?) 1943)
- SS-Obersturmbannführer und Regierungsrat Friedrich Suhr (August bis November 1943)

#### Einsatzgruppe D
Siehe: Einsatzgruppe D der Sicherheitspolizei und des SD
Stärke und Einsatzgebiete:
- ca. 600 Mann
- Bereich der 11. Armee in der südlichen Ukraine, Bessarabien, Kischinew und der Krim

#### Sonstige
- Das Einsatzkommando Tilsit unter SS-Standartenführer Hans-Joachim Böhme und SS-Oberführer Bernhard Fischer-Schweder bildete sich am 22. Juni 1941 und führte Massenerschießungen an Juden und Kommunisten im vormaligen Grenzgebiet durch.
- Die Einsatzgruppe z.b.V. ließ unter SS-Oberführer Karl Eberhard Schöngarth im Auftrag des RSHA zusätzliche „Einsatzkommandos“ beziehungsweise „Einsatztrupps“ für Galizien aufstellen. Im Juli 1941 wurden sie aus Angehörigen der Sicherheitspolizei im Generalgouvernement zusammengestellt und in Lemberg, Brest-Litowsk und Białystok stationiert. Im Herbst 1941 wurden sie wieder aufgelöst.
- Für die Spurenvernichtung der Einsatzgruppen wurde das Sonderkommando 1005 unter SS-Standartenführer Paul Blobel in der Zeit vom Juli 1942 bis Oktober 1944 eingesetzt.
- Während des Rückzuges der Wehrmacht im späteren Verlauf des deutsch-sowjetischen Krieges wurden 1944 die Einsatzgruppe F für Ungarn, die Einsatzgruppe G für Rumänien und die Einsatzgruppe H für die Slowakei gebildet. Die Einsatzgruppe G wurde nicht mehr eingesetzt.[39] Dagegen umfasste die im März 1944 in Mauthausen aufgestellte Einsatzgruppe F für Ungarn 800 Mann und wurde von SS-Oberführer Hans-Ulrich Geschke geleitet. Die Einsatzgruppe H für die Slowakei war 2500 Mann stark und schon zu Beginn ihres Einsatzes betonte ihr Chef SS-Standartenführer Josef Witiska: „Die Judenfrage muß radikal gelöst werden.“ Und im Frühjahr 1945 teilte er mit, dass seine Kommandos 12000 Juden in Konzentrationslager verbracht und 4000 „sonderbehandelt“ hatten.[40]

### Einsatz

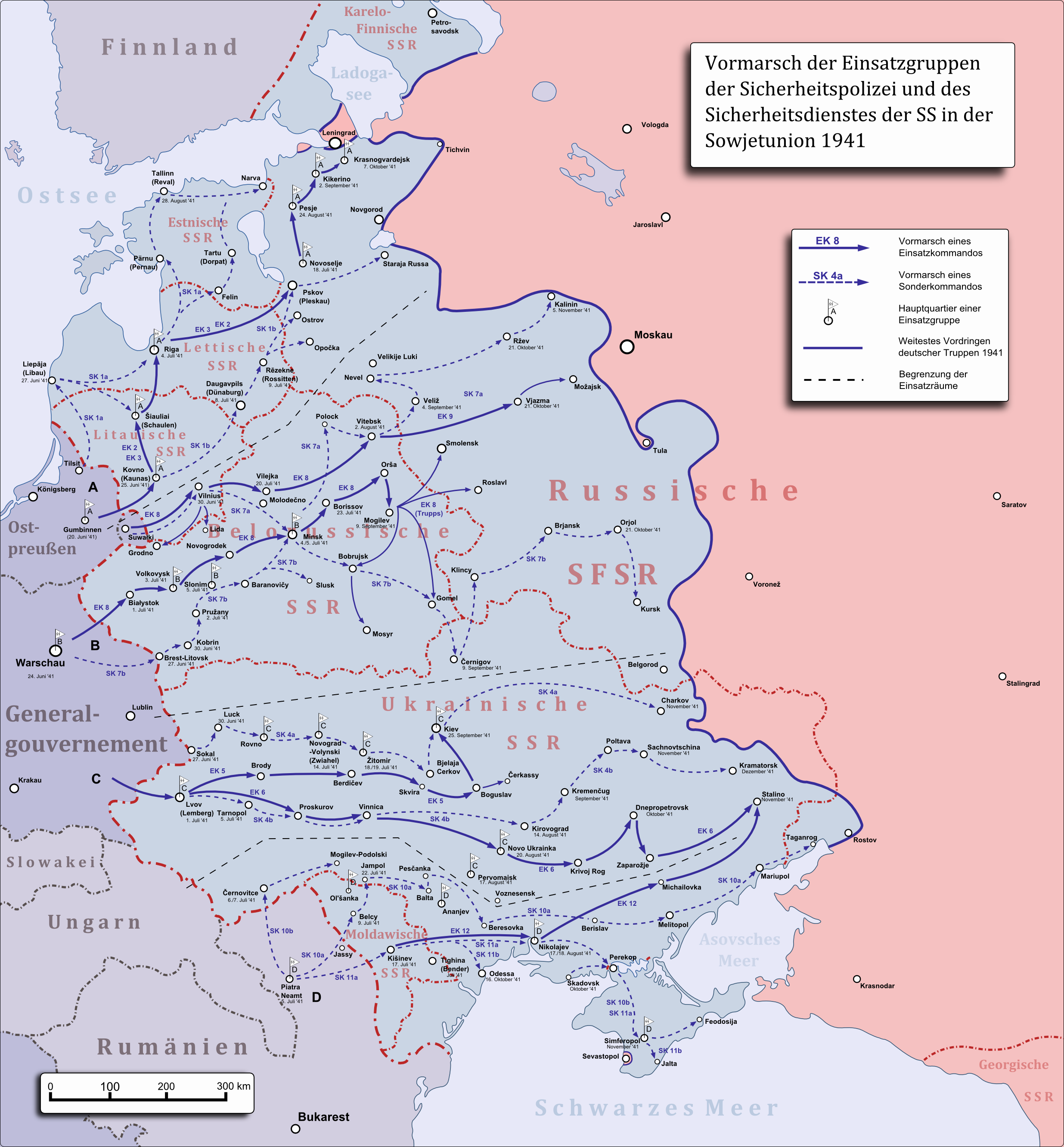
Vormarsch der Einsatzgruppen im Krieg gegen die Sowjetunion (1941)

Die vier Einsatzgruppen versammelten sich Anfang Juni 1941 in Bad Düben, um von dort dem Ostheer nach Beginn des Krieges gegen die Sowjetunion zur Ausführung ihres Auftrages der Judenvernichtung zu folgen. Von mehr als fünf Millionen jüdischen Einwohnern der Sowjetunion wohnten über vier Millionen in Gebieten, die von den deutschen Truppen erobert wurden. Die Zahl der rechtzeitig evakuierten oder geflohenen Juden lag bei gut einer Million Menschen. Es verblieben 3 bis 3,2 Millionen Juden, die den deutschen Besatzern und Einsatzgruppen ausgeliefert waren.
Die Masse der sowjetischen Juden war von den wohlorganisierten Vernichtungsaktionen der Einsatzgruppen völlig überrascht. Besonders die Städte, in denen 90 % der jüdischen Bevölkerung lebten, wurden zur Falle. Unmittelbar nach Eroberung und Besetzung durch die Wehrmacht folgten die Sonderkommandos der Einsatzgruppen. Anfänglich die Unbedarftheit ihrer Opfer ausnutzend, wurden diese durch Plakatanschlag und Aufruf zur Versammlung an einem zentralen Ort oder Gebäude veranlasst. Von dort wurden sie dann in der Regel unter dem Vorwand der Umsiedlung oder des Arbeitseinsatzes zum Ort ihrer Tötung transportiert. Nachdem sich das den Juden zugedachte Schicksal unter der Bevölkerung zunehmend herumgesprochen hatte, wurde die Erfassung der jüdischen Einwohner mit Zwangsmaßnahmen sichergestellt. Dabei wurden die Ortschaften und einzelne Stadtteile teilweise auch unter Mithilfe von Wehrmachtseinheiten durch Postenketten abgeriegelt und Haus für Haus durchsucht.
Die Einsatz- oder Sonderkommandos operierten weitgehend selbständig. Art und Weise der Gefangennahme ihrer Opfer und der Exekutionen unterschieden sich nur in Details bei den einzelnen Einheiten. Im Folgenden soll deshalb, stellvertretend für die grundsätzliche Vorgehensweise, der entsprechende Passus aus dem Urteil des Landgerichts München I vom 21. Juli 1961 in der Strafsache gegen Otto Bradfisch und andere zitiert werden:
„In Ausführung des Befehls zur Vernichtung der jüdischen Ostbevölkerung sowie anderer gleichfalls als rassisch minderwertig angesehener Bevölkerungsgruppen und der Funktionäre der russischen KP führte das EK 8 nach Überschreitung der im Jahre 1939 zwischen dem Deutschen Reich und der Sowjetunion festgelegten Demarkationslinie laufend Erschiessungsaktionen durch, bei denen hauptsächlich Juden getötet wurden. […] Die Erfassung der Juden in den jeweils betroffenen Orten – im damaligen Sprachgebrauch als ‚Überholung‘ bezeichnet – geschah in der Weise, dass die Ortschaften oder Strassenzüge von einem Teil der Angehörigen des Einsatzkommandos umstellt wurden und anschließend die Opfer durch andere Kommandoangehörige aus ihren Häusern und Wohnungen wahllos zusammengetrieben wurden. Die Opfer wurden dann entweder im unmittelbaren Anschluss an ihre Gefangennahme mit Hilfe von Lastkraftwagen an die vorher bereits festgelegten und vorbereiteten Erschiessungsstätten transportiert oder in dafür geeigneten Gebäuden (Schulen, Fabrikgebäuden) oder an sonstigen Örtlichkeiten gefangen gehalten, bis sie dann am nächsten Tag oder einige Tage später erschossen wurden. Schon bei diesen sogenannten ‚Durchkämmungsaktionen‘ kam es zu körperlichen Misshandlungen und in einzelnen Fällen auch zur Tötung alter und kranker Leute, die nicht mehr gehfähig waren und infolgedessen in ihren Behausungen oder deren unmittelbarer Nähe erschossen wurden.
Die Massenerschiessungen fanden jeweils ausserhalb der ‚überholten‘ Stadt oder Ortschaft statt, wobei entweder natürliche Bodenvertiefungen, verlassene Infanterie- und Artilleriestellungen und vor allem Panzergräben oder von den Opfern selbst geschaufelte Massengräber als Exekutionsorte dienten. Bei den Exekutionen, die während der ersten Wochen des Russlandfeldzuges erfolgten, wurden nur Männer etwa im Alter zwischen 18 und 65 Jahren getötet, während man Frauen und Kinder offenbar zunächst noch verschonte. Spätestens ab August 1941 jedoch – bereits bei den Erschiessungen in Minsk – ging man dazu über, Männer und Frauen jeder Altersstufe und auch Kinder zu töten. Nach Abschluss der Vorbereitungen wurden die Opfer, die in unmittelbarer Nähe der Erschiessungsgrube von den Lastkraftwagen abgeladen wurden und auf dem Boden sitzend auf die weiteren Ereignisse warten mussten, entweder durch Angehörige des EK 8 an die Gruben herangeführt oder durch Gassen, die von Kommandoangehörigen gebildet wurden, an die Gruben, notfalls mit Hilfe von Stockschlägen herangetrieben. Nachdem sie zunächst ihre Wertsachen und die gut erhaltenen Kleidungsstücke abgegeben hatten, sofern dies nicht bereits bei der Gefangennahme geschehen war, hatten sie sich mit dem Gesicht zum Boden in die Grube zu legen und wurden dann durch Schüsse in den Hinterkopf getötet. Bei den anfänglichen Erschiessungsaktionen (Białystok, Baranowicze, Minsk), aber auch gelegentlich noch später anlässlich von Grossaktionen, wurden aus den Angehörigen der Einsatzkommandos und den zugeteilten Polizisten Hinrichtungspelotons zusammengestellt, die in ihrer Stärke der Zahl der jeweils zur Erschiessungsgrube getriebenen Menschengruppen entsprachen oder in einzelnen Fällen auch die doppelte Stärke besassen, so dass jeweils ein Schütze oder zwei Schützen auf ein Opfer zu schiessen hatten. Diese Erschiessungskommandos, die mit Karabinern ausgerüstet waren, wurden zumeist aus Polizeiangehörigen zusammengestellt und von einem Zugführer der unterstellten Polizeieinheit entsprechend den ihm von der Führung des EK 8 erteilten Anordnungen befehligt. Bei diesen von Erschiessungspelotons vorgenommenen Exekutionen kam es gelegentlich auch vor, dass die Opfer sich am Grubenrand aufstellen mussten, um anschließend in die Gruben ‚hineingeschossen‘ zu werden.
Im Laufe des Einsatzes ging man jedoch immer mehr dazu über, die Erschiessung durch Gewehrsalven abzustellen und die zur Exekution bestimmten Menschen durch Einzelfeuer aus Maschinenpistolen zu töten. Der Grund hierfür lag einmal darin, dass die Erschiessung mittels Gewehrsalven verhältnismässig lange Zeit in Anspruch nahm, zum anderen, dass die Wirkung der aus kürzester Entfernung abgegebenen Schüsse so heftig war, dass das Erschiessungskommando und sonstige an den Aktionen beteiligten Personen von Blut und von Gehirnteilen der Getöteten bespritzt wurden, ein Umstand, der die ohnehin schon ausserordentliche seelische Belastung der zu den Hinrichtungskommandos eingeteilten Männer so sehr steigerte, dass häufig Fehlschüsse vorkamen und dadurch eine Verlängerung der Leiden der Opfer eintrat.
Die Erschiessungen mittels Maschinenpistolen gingen in aller Regel so vor sich, dass die zur Durchführung der Hinrichtung ausersehenen Angehörigen des Einsatzkommandos in der Grube an der Reihe der zu erschiessenden Personen entlang gingen und ein Opfer nach dem anderen durch Schüsse in den Hinterkopf töteten. Diese Art der Exekution führte allerdings zwangsläufig dazu, dass ein Teil der Opfer, auf den schlecht oder überhaupt nicht abgedeckten Leichen liegend und den sicheren Tod vor Augen, längere Zeit warten mussten, bis sie selbst den Todesschuss erhielten. In einigen Fällen wurde die Tötung der Opfer in der Weise durchgeführt, dass diese im Laufschritt an die Erschiessungsstätte herangetrieben, in die Grube gestossen und dann im Fallen erschossen wurden. Während bei den Erschiessungen in Białystok und Baranowicze, zum Teil auch noch bei den Exekutionen in Minsk, die Leichen mit Sand oder Erde mehr oder weniger gut abgedeckt worden waren, bevor die nächste Gruppe an die Grube herangetrieben oder herangeführt wurde, fand eine solche Abdeckung bei den späteren Erschiessungsaktionen nur noch selten statt, so dass die nachfolgenden Opfer, soweit sie in der Grube erschossen wurden, sich jeweils auf die Leichen der unmittelbar vorher Getöteten zu legen hatten. Aber auch in den Fällen, in denen die Leichen flüchtig mit Sand oder Erde zugeworfen worden waren, spürten die nachfolgenden Opfer die Körper ihrer getöteten Schicksalsgenossen, deren Körperteile häufig noch aus der dünnen Erd- oder Sandschicht herausragten.
Ein Arzt wurde zu den Exekutionen nicht hinzugezogen. Falls eines der Opfer noch Lebenszeichen von sich gab, wurde ihm von einem Angehörigen des Kommandos, zumeist einem Führer, mit der Pistole ein Nachschuss verabreicht.
Die Exekutionsstätten wurden jeweils durch Angehörige des Einsatzkommandos oder diesem unterstellte Polizeibeamte abgeriegelt, so dass für die in unmittelbarer Nähe der Erschiessungsgruben auf ihren Tod wartenden Menschen keine Möglichkeit bestand, ihrem Schicksal zu entrinnen. Vielmehr hatten sie Gelegenheit – dieser Umstand stellt eine besondere Verschärfung ihrer Leiden dar –, das Krachen der Gewehrsalven oder der Maschinenpistolenschüsse zu hören und in einzelnen Fällen sogar die Erschiessungen, denen Nachbarn, Freunde und Verwandte zum Opfer fielen, zu beobachten. Angesichts dieses grausigen Geschicks brachen die Opfer häufig in lautes Weinen und Wehklagen aus, beteten laut und versuchten, ihre Unschuld zu beteuern. Zum Teil aber gingen sie ruhig und gefasst in den Tod.“
Obwohl Himmler immer wieder betonte, dass er für alles, was die Einsatzgruppen im Osten auszuführen hätten, vor Gott und Hitler die alleinige Verantwortung trage, sodass das Gewissen des einzelnen Mannes dadurch nicht belastet würde, wurden für alle Tötungsaktionen Pseudobegründungen angeführt. So war es einmal die Sorge vor Seuchengefahren, dann angebliche „Bandenbekämpfung“ oder pauschal die „jüdische Gefahr“ schlechthin, die die Erschießungsaktionen rechtfertigten. Insassen von Irrenanstalten waren zu erschießen, weil sie eine Gefahr für die Umgebung darstellten usw. Schließlich wurden keine Liquidierungen mehr ohne derartige Scheinbegründungen durchgeführt.

### Ereignismeldungen UdSSR
Mit dem Beginn des Unternehmens Barbarossa im Juni 1941 sammelte das Reichssicherheitshauptamt (RSHA) die von den Einsatzkommandos und deren Stäben angeforderten Berichte und fasste sie zunächst als „Ereignismeldungen UdSSR“ (EM) und nach dem 1. Mai als wöchentliche „Meldungen aus den besetzten Gebieten“ zusammen. In 195 „Ereignismeldungen“ und 55 „Meldungen aus den besetzten Ostgebieten“ dokumentierte Heydrichs Berliner Zentrale auf ca. 4500 Seiten, was ihr über die deutsche Besatzungspolitik und die ihr eigenen Maßnahmen zur „Befriedung“ des eroberten Gebietes wichtig erschien. Klaus-Michael Mallmann, Andrej Angrick und andere Historiker sehen den Quellenwert der Meldungen vor allem in seiner Beweiskraft für die Tatsache von mindestens 535.000 – ganz überwiegend jüdischen – Mordopfern der Einsatzgruppen alleine bis Frühjahr 1942, ihre Problematik in ihrer rechtfertigenden Darstellung aus der „Optik der Täter“.
Die eingehenden Meldungen wurden im von SS-Sturmbannführer Josef Vogt geleiteten Referat IV A 1 unter der Aufsicht von Gestapo-Chef Heinrich Müller kompiliert, ab dem 1. Mai 1942 und ihrer Umbenennung zu „Meldungen aus den besetzten Ostgebieten“ vom Referat IV D („Besetzte Ostgebiete“) unter Gustav Nosske, der gerade als Chef des Einsatzkommandos 12 abgelöst worden war. Sie hatten zunächst nur einen sehr kleinen Empfängerkreis innerhalb des RSHA. So weist der Verteiler der ersten Ereignismeldung nur Himmler, Heydrich und dessen sieben Amtschefs als Verteiler aus. Knapp zwei Monate später wurde die EM 53 schon an 48 Adressaten verteilt. Die Meldungen über den Massenmord an den sowjetischen Juden nehmen oft nur einen relativ kleinen Teil der auch viele Banalitäten und Rechtfertigungsmuster enthaltenden gesamten Berichterstattung ein. Gerichtsverfahren wie Geschichtswissenschaft dienen sie als „zentrale Quelle für die Aufarbeitung deutscher Verbrechen im Zweiten Weltkrieg“. Die Originale selbst befinden sich unter den Signaturen R 58/214-221 im Bundesarchiv Berlin-Lichterfelde, Kopien in einer Reihe anderer Archive, z. B. auch beim Institut für Zeitgeschichte. Ab dem 19. Juli 1941 gingen die Meldungen laut Verteiler auch an den „OKW-Führungsstab-Oberstleutnant Tippelskirch“. Dieser Tatbestand zeigt, so Mallmann und andere, dass „Nachkriegsbehauptungen hoher OKW-Offiziere von den Aktionen der EG nichts oder erst spät erfahren zu haben“, eine „Legende“ darstellten.
Über die Erstellung und Verwendung der „Ereignismeldungen“ hat das Landgericht Ulm ermittelt und in seinem Urteil vom 29. August 1958 (Ulmer Einsatzgruppen-Prozess) Folgendes ausgeführt:
„Die Einsatzkommandos waren angewiesen, über ihre Tätigkeit dem Leiter ihrer Einsatzgruppen Tätigkeitsberichte vorzulegen. Die Einsatzgruppenleiter ihrerseits hatten weisungsgemäss die bei ihnen eingegangenen Tätigkeitsberichte ihrer Einsatzkommandoführer durch Kuriere, Funk oder Fernschreiber an das Reichssicherheitshauptamt (RSHA), Amt IV (Müller) weiterzumelden. Bei der unter der Leitung des Regierungsrats Jupp Vogt stehenden Abteilung A 1 des Amtes IV vom RSHA wurden jeden Morgen die bei diesem Amt sowie etwaige bei Amt III vom SD eingegangene Meldungen nach einem vom Amtschef Müller bestimmten System ausgewertet und zusammengestellt, so unter anderem von Vogt selbst oder von den Abteilungsangehörigen Fum. (Zeuge) und Dr. Kno. (Zeuge). Die auf Matrizen geschriebenen Ereignismeldungen wurden dem Amtschef Müller zur Durchsicht vorgelegt, wobei von ihm zum Teil geringfügige Abänderungen vorgenommen wurden. Jedenfalls gaben die Ereignismeldungen im grossen und ganzen den Inhalt der ursprünglichen Meldungen der Einsatzgruppen bezw. -kommandos, vor allem die genauen Zahlen der Getöteten, wieder.
Die Ereignismeldungen UdSSR wurden laufend nummeriert, mit Datum und mit dem Kopf ‚Der Chef der Sicherheitspolizei und des SD, Amt IV A 1–B Nr. 1 B/41 g.Rs.‘ sowie mit dem augenfälligen Aufdruck ‚Geheime Reichssache‘ versehen und nach einem ganz bestimmten, ursprünglich sehr niedrig gehaltenen Verteilerplan an interessierte Partei- und Regierungsstellen, vor allem auch an die Amtschefs des RSHA, weitergeleitet.
Dadurch, dass die Ereignismeldungen als ‚Geheime Reichssache‘ unter den höchsten Geheimschutz fielen, war gewährleistet, dass nur ein ganz kleiner Personenkreis etwas über die von den Einsatzgruppen durchgeführten Massenvernichtungsmassnahmen erfuhr. Um das Durchsickern von Nachrichten über die Massenvernichtungsmassnahmen in das deutsche Volk zu verhindern, wurden die einzelnen Angehörigen der Einsatzgruppen zu strengstem Stillschweigen verpflichtet. Außerdem wurde durch einen Erlass des Reichsführers SS vom November 1941 das Fotografieren der Exekutionen verboten und die Einziehung und Vernichtung bezw. Übersendung der bis zu diesem Zeitpunkt gemachten Lichtbilder an das RSHA als Dokumentenmaterial befohlen. Soweit solche Lichtbilder von den Alliierten Streitkräften sichergestellt werden konnten, wurden sie in den Nürnberger Prozessen als Beweismaterial verwertet.“
Aus dem überaus reichlichen Material werden hier zur Illustration einige Abschnitte aus den Ereignismeldungen zur exekutiven Tätigkeit des Sonderkommandos 4a der Einsatzgruppe C zitiert, die am 29. und 30. September 1941 den Massenmord an der jüdischen Bevölkerung Kiews in Babyn Jar durchführte.
Nr. 97 vom 28. September 1941:

„Vorkommando 4a seit 19.9. unmittelbar mit kämpfender Truppe in Kiew. […] Angeblich 150.000 Juden vorhanden. […] Bei den erster Aktion 1.600 Festnahmen. Maßnahmen eingeleitet zur Erfassung des gesamten Judentums. Exekution von mindestens 50.000 Juden vorgesehen. Wehrmacht begrüßt Maßnahmen und erbittet radikales Vorgehen. Stadtkommandant Generalmajor Kurt Eberhard öffentliche Hinrichtung von 20 Juden befürwortet.“

Nr. 101 vom 2. Oktober 1941:

„Das Sonderkommando 4a hat in Zusammenarbeit mit Gruppenstab und zwei Kommandos des Polizeiregiments Süd am 29. und 30. September 1941 in Kiew 33.771 Juden exekutiert.“

Nr. 128 vom 3. November 1941 der Einsatzgruppe C:

„Was die eigentliche Exekutive anbelangt, so sind von den Kommandos der Einsatzgruppe bisher etwa 80.000 Personen liquidiert worden. Darunter befinden sich etwa 8.000 Personen, denen aufgrund von Ermittlungen eine deutsch-feindliche oder bolschewistische Tätigkeit nachgewiesen werden konnte. Der verbleibende Rest ist aufgrund von Vergeltungsmaßnahmen erledigt worden. Mehrere Vergeltungsmaßnahmen wurden im Rahmen von Großaktionen durchgeführt. Die größte dieser Aktionen fand unmittelbar nach der Einnahme Kiews statt; es wurden hierzu ausschließlich Juden mit ihrer gesamten Familie verwandt. Die sich bei der Durchführung einer solchen Großaktion ergebenden Schwierigkeiten – vor allem hinsichtlich der Erfassung – wurden in Kiew dadurch überwunden, daß durch Maueranschlag die jüdische Bevölkerung zur Umsiedlung aufgefordert worden war. Obwohl man zunächst nur mit einer Beteiligung von etwa 5.000 bis 6.000 Juden gerechnet hatte, fanden sich über 30.000 Juden ein, die infolge einer überaus geschickten Organisation bis unmittelbar vor der Exekution noch an ihre Umsiedlung glaubten. Wenn auch bis jetzt auf diese Weise insgesamt etwa 75.000 Juden liquidiert worden sind, so besteht doch schon heute Klarheit darüber, daß damit eine Lösung des Judenproblems nicht möglich sein wird. Es ist zwar gelungen, vor allem in kleineren Städten und auch in Dörfern eine restlose Bereinigung des Judenproblems herbeizuführen; in größeren Städten dagegen wird immer die Beobachtung gemacht, daß nach einer solchen Exekution zwar sämtliche Juden verschwunden sind, kehrt aber alsdann nach einer bestimmten Frist ein Kommando nochmals zurück, so wird immer wieder eine Anzahl Juden festgestellt, die ganz erheblich die Zahl der exekutierten Juden übersteigt.“

Nr. 132 vom 12. November 1941:

„Die Zahl der durch das Sonderkommando 4a durchgeführten Exekutionen hat sich inzwischen auf 55.432 erhöht. In der Summe der in der zweiten Hälfte des Monats Oktober 1941 bis zum Berichtstage durch das Sonderkommando 4a Exekutierten sind wiederum neben einer relativ geringen Anzahl von politischen Funktionären, aktiven Kommunisten, Saboteuren usw. in erster Linie Juden, und hier wieder ein großer Teil von durch die Wehrmacht überstellten jüdischen Kriegsgefangenen, enthalten. In Borispol wurden auf Anforderung des Kommandanten des dortigen Kriegsgefangenenlagers durch einen Zug des Sonderkommandos 4a am 14. Oktober 1941 752 und am 18. Oktober 1941 357 jüdische Kriegsgefangene, darunter einige Kommissare und 78 vom Lagerarzt übergebene jüdische Verwundete, erschossen. Gleichzeitig exekutierte derselbe Zug 24 Partisanen und Kommunisten, die vom Ortskommandanten in Borispol festgenommen worden waren. Hierzu ist zu bemerken, daß die reibungslose Durchführung der Aktion in Borispol nicht zuletzt auf die tatkräftige Unterstützung durch die dortigen Wehrmachtsdienststellen zurückzuführen war. […] Im Bereich des Sonderkommandos 4b wurde seitens der Wehrmacht der sicherheitspolizeilichen Tätigkeit des Sonderkommandos überall volles Verständnis entgegengebracht.“

### Zweite Welle der Tötungen
Diese als erste Tötungswelle definierte Phase wurde nach einer Zwischenphase von einer zweiten Welle abgelöst, die sich unterschiedlich je nach Einheit und Einsatzgebiet mit der ersten zeitlich überschnitt und ab Herbst 1941 anzusetzen ist. An dieser zweiten Tötungswelle nahm verstärkt auch Wehrmachtspersonal unterstützend teil. Die Einsatzgruppen wurden den höheren SS- und Polizeiführern unterstellt und die Führer der Einsatzgruppen zu Befehlshabern der Sicherheitspolizei ernannt.

#### Stationäre Kommandos der Einsatzgruppen in der Zivilverwaltung
Die Einsatzgruppen folgten dem Vormarsch der deutschen Heeresgruppen nach Osten. Nach der anfänglichen Militärverwaltung der eroberten Gebiete wurden das Reichskommissariat Ostland und das Reichskommissariat Ukraine geschaffen, die Zivilverwaltungen erhielten. Es gab nun stationäre Dienststellen Befehlshaber der Sicherheitspolizei und des Sicherheitsdienstes (BdS) und Kommandeur der Sicherheitspolizei und des Sicherheitsdienstes (KdS). Sie wurden in der Regel von den HSSPF und ihren SS- und Polizeitruppen übernommen, aber auch von Einsatzgruppenleitern. Der Leiter der Einsatzgruppe A, Walter Stahlecker, benutzte seit dem 29. September 1941 den Titel eines BdS in Riga, das Sonderkommando 1a wurde zur Dienststelle KdS mit Sitz in Reval und mit mehreren Außenstellen. Neben diesen stationären Dienststellen bestanden mobile Kommandos der Einsatzgruppe A im Frontbereich Leningrad.
Die zweite Phase hatte mit der Tötung der noch verbliebenen Juden im Besatzungsgebiet die völlige Vernichtung des jüdischen Bevölkerungsanteils zum Ziel und war aufgrund der bisherigen Erfahrungen sowie der verstärkten Kräfte weit effizienter als die erste Tötungswelle. Neben der organisatorischen Konsolidierung wurden die Einsatzgruppen auch durch einheimische sogenannte „Schutzmannschaften“ (Schuma) verstärkt, die schließlich am Jahresende 1942 eine Stärke von 47.974 Mann aufwiesen. Hinzu kamen die sogenannte „Bandenkampfverbände“ mit einer Stärke von 14.953 Deutschen und 238.105 Ost-Hilfswilligen (Hiwis) Ende 1942. Der „Chef der Bandenkampfverbände“, der HSSPF Mitte Gruppenführer Erich von dem Bach-Zelewski, konnte ad hoc für bestimmte Aktionen auch auf Wehrmachtsangehörige der Sicherungsdivisionen, Polizei und SS sowie Personal der Einsatzgruppen zurückgreifen, die dann als „Bandenkampfverbände“ galten und die in die Wälder geflohenen Juden pauschal als Partisanen erschossen. Deutlich wird dies etwa bei der Bilanz der „Aktion Sumpffieber“ im Februar/März 1942. Dabei wurden nach Angaben des die Aktion leitenden SS-Führers Friedrich Jeckeln „389 bewaffnete Banditen im Kampf erschossen, 1274 Verdächtige abgeurteilt und erschossen, 8350 Juden exekutiert".
Die Zahl der Opfer dieser zweiten Phase wird mit 400.000 beziffert, sodass die Gesamtzahl der jüdischen Opfer der mobilen Vernichtungsaktionen ca. 900.000 betrug. Zusammen mit denen zusätzlicher Tötungsaktionen von Einsatzgruppen, HSSPF, Bandenkampfverbänden und deutscher und rumänischer Armee beträgt die Zahl der jüdischen Opfer der mobilen Vernichtungsaktion in der Sowjetunion ca. 1,35 Millionen.

#### Tötungsart „Gaswagen“
Das Erschießen der Opfer, insbesondere von Frauen und Kindern, verursachte den Tätern zunehmend psychische Probleme. Es wurde daher ein Verfahren gesucht, das die unmittelbare Konfrontation mit den Opfern und dem blutigen Handwerk weitgehend ausschließen sollte. Hierfür bot sich die „Vergasung“ der Opfer an, wie dies bereits bei der Aktion T4, der euphemistisch als Euthanasie bezeichneten Tötung von geistig und körperlich Behinderten, in den Jahren 1940 und 1941 praktiziert wurde. Das dabei verwendete und in Stahlflaschen abgefüllte Kohlenmonoxid ließ sich jedoch nur mit großem Aufwand über weite Entfernungen transportieren. Der Leiter der Abteilung II D im RSHA, Obersturmbannführer Walter Rauff, entwickelte deshalb einen Plan, Lastkraftwagen mit einem geschlossenen Aufbau auszustatten und als fahrbare Gaskammern zu verwenden. Zur Tötung der Opfer sollten hierbei die Motorabgase in den geschlossenen Aufbau geleitet werden. Nach einer „Probevergasung“ von sowjetischen Kriegsgefangenen im KZ Sachsenhausen im Herbst 1941 wurden die in der Tarnsprache der Endlöser als S(onder)-Wagen bezeichneten Gaswagen bis Juni 1942 in einer Stückzahl von 20 Fahrzeugen an die Einsatzgruppen ausgeliefert.
Funktion und Einsatz dieser Gaswagen beschrieb ein Angehöriger des EK 4a bei seiner staatsanwaltschaftlichen Vernehmung nach dem Krieg wie folgt:

„Es waren zwei Gaswagen im Einsatz. Ich habe sie selbst gesehen. Sie fuhren in den Gefängnishof, und die Juden, Männer, Frauen und Kinder, mußten von der Zelle direkt in den Wagen einsteigen. Ich kenne auch die Gaswagen im Innern. Sie waren mit Blech beschlagen und mit einem Holzrost belegt. Die Auspuffgase wurden in das Innere des Wagens geleitet. Ich höre noch das Klopfen und die Schreie von den Juden: ‚Liebe Deutsche, laßt uns raus!‘. Die Juden gingen ohne Bedenken durch unsere Absperrung in den Wagen. Der Fahrer hat den Motor anlaufen lassen, nachdem die Türen geschlossen waren. Er fuhr dann in ein Gelände außerhalb von Poltawa. Auch ich war an jenem Ort außerhalb von Poltawa, als der Wagen anhielt. Beim Öffnen der Türen kam zuerst ein Qualm heraus und dann ein Knäuel verkrampfter Menschen. Es war ein schreckliches Bild.“

Insgesamt erfüllte das System der mobilen Gaswagen jedoch nicht die Erwartungen, sodass für die Vernichtung der Juden in der Provinz Posen (Poznań) und in Litzmannstadt (Łódź) das erste Vernichtungslager in Kulmhof (Chełmno) eingerichtet wurde. Das hierfür zusammengestellte Sonderkommando Lange unter dem gleichnamigen Hauptsturmführer Herbert Lange verwendete dabei drei Gaswagen im stationären Einsatz. Die Opfer wurden in Kulmhof konzentriert und bis zu ihrer Tötung gefangengehalten. Diese geschah in den Gaswagen während des Transports zum sogenannten „Waldlager“, wo die Leichen verscharrt bzw. verbrannt wurden. Das Schwurgericht Bonn hat 1962/63 die Tötung von mindestens 152.676 Menschen in Kulmhof festgestellt. Da nur gerichtsverwertbare Beweise zugelassen waren, liegt die tatsächliche Opferzahl mit Sicherheit weit höher.

#### Transport in Vernichtungslager
Der von den SS-Einsatzgruppen im Osten ausgeführte Völkermord erreichte seinen Höhepunkt sowohl hinsichtlich der Opferzahlen als auch hinsichtlich der Systematik der Ermordungen letztlich im Rahmen der „Aktion Reinhardt“ 1942/43 und der Errichtung der drei Vernichtungslager Belzec, Sobibor und Treblinka. Nach Auflösung dieser Lager übernahmen die NS-Konzentrationslager (KZ) Auschwitz-Birkenau und Majdanek die Aufgabe der inzwischen fabrikmäßig organisierten Massenmorde der verfolgten Juden in Gaskammern mit dem Mittel Zyklon B.

### Spurenvernichtung
Einzelne Massenmorde wie den in Kiew (Babyn Jar) und Lubny ließ das NS-Regime dokumentieren, etwa mit Fotografien des deutschen Kriegsberichterstatters Johannes Hähle (1906–1944). Das Sonderkommando 4a meldete nach dem Massaker „störungslosen“ Vollzug. Gegen Ende der zweiten Tötungswelle sollten jedoch wegen des Vormarsches der Roten Armee die Spuren der Morde verwischt werden. Die nur notdürftig verscharrten Leichenberge zeugten überall von den Vernichtungsaktionen der Einsatzgruppen. Die durch den Verwesungsprozess aufgeblähten Leichen hoben sich und drangen somit wieder an die Oberfläche. Himmler ordnete daher im Mai 1943 an, die Spuren der Exekutionen zu verwischen. Damit wurde der vormalige Kommandeur des SK 4a, SS-Standartenführer Paul Blobel, beauftragt, der bereits in Chelmno Erfahrungen mit der Enterdung und Verbrennung von Leichen gesammelt hatte. Blobel stellte hierfür ein eigenes Sonderkommando mit der Bezeichnung „1005“ (Sonderkommando 1005) zusammen, das die Massengräber zu öffnen und die Leichen zu verbrennen hatte. Er konnte jedoch nur einen Teil der Spuren verwischen, ehe die Rote Armee schließlich 1944 die betroffenen Gebiete zurückeroberte.

### Opferzahlen
Von Juni 1941 bis 1943 ermordeten die Einsatzgruppen in der Sowjetunion mindestens 600.000, nach anderen Schätzungen bis zu anderthalb Millionen Menschen. Die großen Abweichungen der Opferzahlen ergeben sich aus einer Reihe von Gründen:
- Verlässliche Todesstatistiken im Sinne eines Sterbebuches existieren nicht. Alle Angaben sind errechnet und plausibilisiert; sie beruhen auf
  - Einsatzberichten der Einsatzgruppen, die in ihren Zahlenangaben oft nicht zuverlässig sind und die Opferzahlen eher zu hoch darstellen, um gegenüber Vorgesetzten in besserem Licht zu erscheinen,
  - Bevölkerungsstatistiken vor und nach dem Krieg, erschwert durch Flucht- und Umsiedlungsbewegungen zwischen 1939/1941 (Hitler-Stalin-Pakt) und nach der Befreiung der Territorien durch die Rote Armee,
  - Zeugenberichten von Angehörigen der Opfer und von unbeteiligten Anwohnern,
  - Aussagen von Angeklagten und Mittätern bei Prozessen in der Nachkriegszeit und
  - forensischen Ergebnissen von aufgefundenen Massengräbern.
- Verschiedene Statistiken verwenden abweichende zeitliche und örtliche Abgrenzungen der Taten der Einsatzgruppen, die 1942 (spätestens 1943) in stationäre Einheiten unter dem Kommando der für die jeweilige Region zuständigen BdS/KdS überführt wurden. Manche Statistiken umfassen nur die mobilen Tötungsaktionen, die im Wesentlichen bis Sommer 1942 abgeschlossen waren, andere Statistiken umfassen auch die Taten der stationären Einheiten.
- Morde, die nicht direkt durch die Einsatzgruppen begangen wurden, sondern bei Pogromen und Erschießungen durch kollaborierende Einheimische, Hilfs- und Schutzmannschaften, Orpo und Sipo nicht unter dem Kommando der EG, Wehrmacht durchgeführt wurden, werden in manchen Statistiken den Einsatzgruppen zugerechnet, in anderen nicht. Die Abgrenzung ist per se schwierig, da besonders die Beteiligung von Einheimischen an den Taten erklärtes Ziel des SD war und zu dem Zweck anstachelnde Gerüchte, Plakate etc. in Umlauf gebracht wurden. Auch wurden die zahlenmäßig kleinen EG-Einheiten regelmäßig durch gerade greifbare Einheiten von Wehrmachts-Sicherungsdivisionen, Ordnungspolizei, Feldkommandanturen etc. verstärkt, die bei den Massenmorden zumeist Wach- und Absperraufgaben durchführten.
- Während 1941 die Bekämpfung von sowjetischen Partisanen in der überwiegenden Zahl der Fälle nur ein Vorwand oder willkommener Anlass zur Durchführung von Massenerschießungen war, nahm spätestens 1942/1943 die Zahl der Partisanen und der Kampf gegen diese stark zu, zuerst in Weißrussland und Teilen der Ukraine, dann beim Herannahen der Roten Armee auch in den anderen besetzten Gebieten. Die durch mobile Einheiten der SS, Wehrmacht, Orpo und von einheimischen Schutzmannschaften im Zuge der Partisanenbekämpfung und der „Politik der verbrannten Erde“ ermordeten Menschen werden in manchen Statistiken teilweise den Einsatzgruppen zugerechnet, zumal sich die Methoden (Massenerschießungen) und die für Zeugen erkennbaren Beteiligten (Offiziere mit der SD-Raute) teilweise deckten.
- Schon in den Einsatzgruppen-Meldungen und auch in Auswertungen der Sekundärliteratur werden die ermordeten Juden, die bei weitem die Mehrzahl der Einsatzgruppenopfer bildeten, gesondert aufgeführt. Im Vergleich und bei Tabulation führen diese unterschiedlichen Zählweisen zu Abweichungen.

Bis Mitte April 1942 meldeten die Einsatzgruppen die Zahl von über 500.000 ermordeten Menschen, davon 90 bis 95 Prozent Juden. Bei diesen Mindestzahlen sind die Opfer der Hilfskräfte, aber auch bei der sogenannten Partisanenbekämpfung nicht erfasst:
- EGr A: 248.468
- EGr B: 071.455
- EGr C: 106.737
- EGr D: 091.728

Die Gesamtzahl der von den Einsatzgruppen ermordeten Juden lag zu diesem Zeitpunkt bei etwa einer halben Million. Auch die Herausgeber Klaus-Michael Mallmann unter anderem des einschlägigen Dokumentenbandes Die Ereignismeldungen UdSSR nennen in ihren quellenkritischen Vorbemerkungen eine entsprechende Zahl von mindestens 535.000 Mordopfern der Einsatzgruppen bis Frühjahr 1942, von denen zu etwa 90 Prozent Juden waren. Die Einsatzgruppe A versuchte dabei als erste der vier Einsatzgruppen, eine systematische Vernichtung der Juden in ihrem Einsatzgebiet zu erreichen.

## Andere Länder
Auch im Westfeldzug und verschiedenen weiteren Militäraktionen der Wehrmacht wurden Einsatzgruppen gebildet und aktiv, die aber anders als die für den Überfall auf Polen, den Balkan und die Sowjetunion gebildeten Gruppen keine spezifischen Massenmordaufgaben hatten. Dazu zählen:
Einsatzgruppe L (Cochem)
- SS-Standartenführer Ludwig Hahn

Einsatzgruppe Norwegen (SS-Oberführer, Oberst der Polizei und Regierungsrat Heinrich Fehlis)
- Einsatzkommando 1, Oslo: SS-Oberführer, Oberst der Polizei und Regierungsrat Heinrich Fehlis
- Einsatzkommando 2, Kristiansund
- Einsatzkommando 3, Stavanger
- Einsatzkommando 4, Bergen
- Einsatzkommando 5, Trondheim
- Einsatzkommando 6, Tromsö

Einsatzgruppe Iltis (Kärnten)
- SS-Standartenführer Paul Blobel

Einsatzkommando 42 Frankreich: Helmut Knochen
Einsatzkommando Belgien: Erwin Weinmann
Einsatzkommando Niederlande
- SS-Standartenführer Josef Kreuzer
- SS-Standartenführer Hans Nockemann
- SS-Sturmbannführer Knolle

Einsatzkommando Luxemburg (1944/45)
- SS-Obersturmbannführer Wilhelm Nölle
- SS-Obersturmbannführer Erich Hartmann

Einsatzkommando Tunis (1942/43)
- SS-Obersturmbannführer Walter Rauff

## Nachkriegsverfahren gegen die Täter
Der sogenannte Einsatzgruppen-Prozess war einer der Nürnberger Folgeprozesse, der Fall IX, der 1947 bis 1948 stattfand und in dem 17 Einsatzgruppenleiter der Schutzstaffel (SS) verurteilt wurden. Die Anklagepunkte (nach der Anklageschrift vom 25. Juli 1947) waren Verbrechen gegen die Menschlichkeit, Kriegsverbrechen und Mitgliedschaft in verbrecherischen Organisationen. Anklage erhoben die Vereinigten Staaten. Am 10. April 1948 wurden vierzehn Todesurteile verhängt (wovon jedoch nur vier vollstreckt wurden), zweimal lebenslange Haft und fünf Freiheitsstrafen zwischen 10 und 20 Jahren. Die letzten Verurteilten wurden spätestens 1958 entlassen.
Der Ulmer Einsatzgruppen-Prozess begann im Jahre 1958 vor dem Schwurgericht Ulm und richtete sich gegen Gestapo-, SD- und Polizeiangehörige, die an der Erschießung von Juden im litauisch-deutschen Grenzgebiet beteiligt waren. Vor Gericht standen der ehemalige Polizeichef von Memel, Bernhard Fischer-Schweder, sowie neun weitere Angehörige der Einsatzgruppe A. Sie wurden 1958 wegen Mordes und Beihilfe zum Mord in 4.000 Fällen schuldig gesprochen und zu Haftstrafen zwischen 3 und 15 Jahren verurteilt.

## Filme
- Der Ulmer Prozess. SS-Einsatzgruppen vor Gericht. Dokumentation, Deutschland, Buch und Regie: Eduard Erne, Produktion: SWR, Erstausstrahlung: 4. Mai 2006.
- Das radikal Böse